# Муфта с тороподобной оболочкой
Муфта с тороподобной оболочкой — упругая муфта постоянного соединения, ведущий и ведомый диски которой смонтированы на концах соединяемых валов; диски связаны с помощью резиновой оболочки с тороидальным профилем. 
Полумуфты ведущая и ведомая (1) в виде дисков, которые установлены своими ступицами (2) на концах валов с использованием шпоночного соединения (3). Упругий элемент (4) муфты, имеющий форму тороидальной оболочки, установлен и закреплён по периметру дисков винтами и дополнительными кольцами. Оболочку изготовляют из резины, армированной металлокордом. При нагружении муфты упругий элемент работает на кручение. Такая конструкция придаёт муфте большую энергоёмкость и значительные компенсационные возможности (радиальное смещение валов Δr ≈ 2...6 мм, угловое смещение валов Δα ≈ 2...6°, угол закручивания до 5...30°).
Исследования показывают, что нагрузочная способность муфты ограничивается потерей гибкости и усталостью резиновой оболочки. В первом приближении рекомендуется провести расчёт прочности оболочки по напряжению сдвига в сечении возле зажима (по D1):
{\displaystyle \tau ={\frac {2MK}{\pi D_{1}^{2}\delta }}\leq [\tau ],}
де M — крутящий момент, передаваемый муфтой;
K — динамический коэффициент нагрузки;
δ — толщина резиновой оболочки.
По экспериментальным данным, [τ] ≈ 0,4 МПа.
Диаметральные  габаритные размеры таких муфт больше, чем упругих муфт других типов. Муфты с упругой оболочкой стандартизированы  для валов с диаметром dв = 14...200 мм и крутящих моментов M = 20...25000 Η•м, КПД муфты η ≈ 0,98.